# 馬錢特冰川
78°6′S 162°3′E / 78.100°S 162.050°E
馬錢特冰川（英語：Marchant Glacier）是南極洲的冰川，位於維多利亞地的斯科特海岸，長13公里，流經蘭帕特嶺的比肖普峰，以緬因大學的冰川地質學家命名，現時由南極條約體系管理。

## 外部連結
. . United States Geological Survey.   [2013-08-05].